# Ν̣
Cette page contient des caractères spéciaux ou non latins. S’ils s’affichent mal (▯, ?, etc.), consultez la page d’aide Unicode.
Le nu point souscrit, ν̣, est une lettre grecque additionnelle utilisée par certains auteurs dans l’écriture du cappadocien.

## Utilisation
En cappadocien, le nu point souscrit ‹ ν̣ › est utilisé pour représenter une consonne nasale vélaire voisée [ŋ].

## Représentations informatiques
Le nu point souscrit peut être représente avec les caractères Unicode suivants (grec et copte, diacritiques):
| formes    | représentations | chaînes de caractères | points de code | descriptions                                           |
| --------- | --------------- | --------------------- | -------------- | ------------------------------------------------------ |
| capitale  | Ν̣               | Ν◌̣                    | U+039D U+0323  | lettre majuscule grecque nu diacritique point souscrit |
| minuscule | ν̣               | ν◌̣                    | U+03BD U+0323  | lettre minuscule grecque nu diacritique point souscrit |